# Alexander van Hattem
Alexander van Hattem (Westerhoven, 6 juni 1983) is een Nederlands politicus namens de PVV. Hij is zowel lid van de Eerste Kamer, lid van de Provinciale Staten van Noord-Brabant als gemeenteraadslid in Den Bosch.

## Loopbaan
Van Hattem doorliep het gymnasium aan de SG Were Di in Valkenswaard. Hij begon aan een studie geschiedenis aan de Katholieke Universiteit Nijmegen die hij niet voltooide. Hij voltooide de HBO-opleiding Rechten aan de Avans Hogeschool in Tilburg. Sinds 2005 heeft hij een juridisch adviesbureau.

### Politieke carrière
Aan het begin van zijn politieke carrière voerde Van Hattem in 2003 actie voor de extreemrechtse partij Nieuw Rechts. Van Hattem was van 2005 tot 2010 als opvolger van Wouter Wijnmaalen voorzitter van de Jonge Fortuynisten, de jongerenorganisatie van de Lijst Pim Fortuyn (LPF). Voor die partij was hij tussen 2006 en 2010 raadscommissielid (burgerlid) van de LPF-fractie van Eindhoven en ook verkiesbaar voor de Tweede Kamer in 2006 waar hij als elfde kandidaat 136 stemmen wist te behalen. Hij liep stage bij de Tweede Kamerfractie van de Partij voor de Vrijheid (PVV). In 2011 werd hij namens de PVV verkozen tot lid van de Provinciale Staten van Noord-Brabant. Hij is sinds 14 maart 2013 voorzitter van de provinciale PVV-fractie.
Als voorzitter van de commissie Cultuur en Samenleving raakte hij na de gemeenteraadsverkiezingen in 2014 in opspraak toen hij zijn steun betuigde voor controversiële uitspraken van Geert Wilders over Marokkanen. Een aantal fracties (D66, SP, PvdA en GroenLinks) zegden hierom het vertrouwen in hem op. Van Hattem lichtte vervolgens toe dat alle Brabanders voor hem gelijkwaardig zijn, waarna hij het voorzitterschap mocht behouden.
In 2015 werd Van Hattem met voorkeurstemmen verkozen tot lid van de Eerste Kamer. Bij de gemeenteraadsverkiezingen 2018 werd Van Hattem verkozen in de gemeenteraad van Den Bosch.
Theo Bovens (CDA) · 
Johan Dessing (FVD) · 
Auke van der Goot (OPNL) · 
Alexander van Hattem (PVV) · 
Tineke Huizinga (CU) · 
Rik Janssen (SP) · 
Tanja Klip-Martin (VVD) · 
Ilona Lagas (BBB) · 
Paul van Meenen (D66) · 
Annabel Nanninga (JA21) · 
Gaby Perin-Gopie (Volt) · 
Martin van Rooijen (50+) · 
Paul Rosenmöller (GL-PvdA) · 
Peter Schalk (SGP) · 
Ingrid Visseren-Hamakers (PvdD)
Ilse Bezaan · Alexander van Hattem · Ton van Kesteren · Gom van Strien
- Parlement.com: vjsnbdph9wv9